# Phlegetonia delatrix
Phlegetonia delatrix är en fjärilsart som beskrevs av Achille Guenée 1852. Phlegetonia delatrix ingår i släktet Phlegetonia och familjen nattflyn. Inga underarter finns listade i Catalogue of Life.